# Bracebridge, Lincolnshire
Bracebridge är en stadsdel i Lincoln, i distriktet Lincoln, i grevskapet Lincolnshire, i England. Ward hade 7 289 invånare år 2011. Bracebridge var en civil parish fram till 1920 när blev den en del av Lincoln. Civil parish hade 2 281 invånare år 1911. Bracebridge var ett distrikt 1898–1920. Byn nämndes i Domedagsboken (Domesday Book) år 1086, och kallades då Brachebrige/Bragebruge.